# Olympia, Långedragsvägen
Olympia var en biograf på Långedragsvägen i närheten av Nya Varvet i Göteborg som öppnade 19 augusti 1929 och stängde 31 januari 1971. Dess första ägare var Johan Gustaf Bengtsson. År 1955 övertogs driften av AB Cosmorama.